# Jan van Eck
Jan van Eck (né le 18 décembre 1943 aux Pays-Bas et mort le 27 janvier 2009 dans la ville du Cap, province du Cap-Occidental en Afrique du Sud) est un homme politique, successivement membre du Parti progressiste (jusqu'en 1987), du parti démocratique (1989-1992) et du congrès national africain (1992-2009). Membre du parlement pour la circonscription de Rondebosch (1986-1987) puis pour celle de Claremont (1987-1994), il participa ensuite en tant que médiateur aux efforts de paix dans la région des Grands lacs, en particulier au Burundi.

## Biographie
Premier-né de cinq enfants, fils d'un professeur de piano, Jan van Eck est né en Hollande le 18 décembre 1943. Il a 5 ans quand ses parents émigrent en Afrique du Sud.
Lors de ses études à l'université de Stellenbosch, il obtient un baccalauréat en géographie et en histoire (1964), un diplôme d'enseignant du secondaire (1965) et un baccalauréat ès arts (avec distinction) en géographie (1965). C'est durant ses années universitaires qu'il s'intéresse à la vie politique de son pays d'adoption, remettant en cause la politique menée par le parti national. Il adhère au parti progressiste et à la demande de Colin Eglin entreprend de militer dans les quartiers de langue afrikaans. Van Eck cible notamment les étudiants via sa qualité de fondateur et de rédacteur en chef de Deurbraak ("percée" en afrikaans), le journal de bord du parti progressiste.
Jusqu'en 1985, Van Eck occupe les postes de responsable national des relations publiques, de directeur national des publications et de rédacteur en chef de plusieurs publications pour le Parti progressiste et ses successeurs, le parti progressiste réformiste et le parti progressiste fédéral (PFP).
En 1974, et de nouveau en 1977, il est candidat aux élections législatives et au conseil provincial mais n'est pas élu.
En 1981, il est élu au Conseil provincial du Cap dans la circonscription de Groote Schuur, est conseiller municipal du Cap (de 1985 à 1988) et en 1986, est élu député PFP de Rondebosch lors d'une élection partielle. L'année suivante, lors des élections générales sud-africaines de 1987, Jan van Eck est élu, sans opposition, député de Claremont. Au Parlement, il se montre insolent, intrépide, strident et implacable face au gouvernement ce qui lui vaut des rappels au règlement disciplinaire et des exclusions temporaires du parlement à titre de sanction disciplinaire. Peu soutenu par son parti lors de ses démêlés avec l'administration parlementaire, il démissionne du PFP en août 1987 et siège parmi les indépendants. 

En juillet 1989, il fait partie d'un groupe d'hommes politiques blancs, de chefs religieux, d'intellectuels, de conseillers municipaux, de syndicalistes, d'étudiants et de journalistes, à se rendre à Lusaka en Zambie pour rencontrer Oliver Tambo et les dirigeants du congrès national africain (ANC), bravant alors l'interdiction de rencontrer officiellement les membres d'une organisation politique interdite par le gouvernement sud-africain. Lors des élections législatives de septembre 1989, il est non sans mal candidat du parti démocratique, qui a succédé au PFP, et est réélu. En 1992, il est chargé de représenter le parti démocratique lors des négociations constitutionnelles pour une Afrique du Sud post-apartheid (CODESA). En avril 1992, il démissionne soudainement du parti démocratique avec Jannie Momberg et 3 autres collègues pour rejoindre l'ANC (légalisée en 1990 par le gouvernement de Klerk). En tant que membre du Parlement, Jan van Eck devient l'un des premiers députés de l'ANC même s'il doit de nouveau siéger parmi les indépendants.
Jan van Eck quitte le parlement en 1994 et se consacre durant les 12 années suivantes à la région des Grands Lacs où il participe aux efforts de paix destinés à trouver une solution à la guerre civile entre les Tutsis et les Hutus. Il joue un rôle important au Burundi dans les négociations et dans l'installation de relations de confiance entre les différents acteurs aux conflits ethniques.
Récipiendaire de distinctions honorifiques par la Fondation Rotary (Rotary International), Jan van Eck, est décédé au Cap le 27 janvier 2009 d'une crise cardiaque.

## Vie privée
Jan van Eck s'est marié et a eu 3 enfants. Il laisse dans le deuil sa femme, Eunice et ses trois enfants.

## Sources
- Burundian peace facilitator Jan van Eck dies, Mail and Guardian, 28 janvier 2009
- Biographie (SAHO)